# Villa Durante
Sita sul Miglio d'oro di Ercolano, Villa Durante è segnalata sulla mappa del Duca di Noja come “Podere e Casino del Principe di Teora”, mentre Carlo Celano la cita come Villa Mirella. Per le forme e l'apparato decorativo è considerata opera di Ferdinando Sanfelice.
Realizzata agli inizi del XVIII secolo per volontà dei principi Mirelli di Teora, nell'Ottocento divenne proprietà della famiglia Durante che la ingrandì con nuovi corpi di fabbrica e l'elevazione del secondo piano. La facciata si presenta uniforme, con due portali d'ingresso in piperno e lo stemma di famiglia al centro, Durante Deo Domus Est, sormontato dai resti di una statuina di San Michele Arcangelo, che ne ricorda una analoga realizzata da Domenico Vaccaro e presente nella chiesa napoletana dedicata al Santo.
L'edificio è a pianta triangolare ed occupa l'intero isolato compreso tra il corso Resina, via Gugliemo Marconi e via Alessandro Rossi: l'asimmetria della forma fa sì che il portale di sinistra introduca ad un vestibolo e ad un cortiletto secondario, mentre quello di destra, in corrispondenza dell'ala più profonda, dia accesso a un originale cortile circolare con la cappella gentilizia dedicata a San Gennaro.
Dato lo spazio ristretto dell'isolato, il giardino fu realizzato di fronte alla villa, sull'altro lato della ‘'’Via Regia delle Calabrie'’', al quale si accedeva attraverso un portale monumentale in piperno. Nel 1878 il giardino fu ceduto a tale Salvatore Barbato ed annesso alla sua proprietà, oggi nota come Villa Tosti di  Valminuta. 
Villa Durante ospitò per anni l'abate Maccarone, un frate certosino noto per la realizzazione di congegni meccanici.
La parte del piano nobile oggi occupata dal Bed and Breakfast Villa Durante conserva ancora delle sale decorate da affreschi settecenteschi.